# We Have a Ghost
We Have a Ghost es una película de comedia y terror sobrenatural estadounidense de 2023 escrita y dirigida por Christopher Landon, basada en el cuento de 2017 "Ernest" de Geoff Manaugh. Está protagonizada por David Harbour, Jahi Winston, Tig Notaro, Jennifer Coolidge y Anthony Mackie. Fue estrenada el 24 de febrero de 2023 por Netflix y recibió reseñas mixtas de los críticos de cine. 

## Sinopsis
La familia de Kevin se vuelve viral tras encontrar al fantasma Ernest rondando su nuevo hogar. Sin embargo, cuando Kevin ayuda a Ernest a indagar en su pasado, se convierten en objetivos de la CIA.

## Reparto
- Anthony Mackie como Frank Presley
- David Harbour como Ernest
- Jahi Winston como Kevin Presley
- Tig Notaro como Dr. Leslie Monroe
- Erica Ash como Melanie Presley
- Jennifer Coolidge como Judy Romano
- Faith Ford como Barbara Mangold
- Niles Fitch como Fulton Presley
- Isabella Russo como Joy Yoshino
- Scott A Martin como Sheriff Brown
- Steve Coulter como Arnold Schipley
- Jo-Ann Robinson como June
- Tom Bower como Ernest Scheller

Además, Bob the Drag Queen y Dr. Phil McGraw tienen cameos como ellos mismos.

## Producción
La producción de We Have a Ghost se anunció en julio de 2021, con Christopher Landon escribiendo y dirigiendo, y Geoff Manaugh, en cuyo cuento se basó, como productor ejecutivo. El elenco incluía a Anthony Mackie, David Harbour, Jahi Winston, Tig Notaro, Jennifer Coolidge, Erica Ash, Niles Fitch, Isabella Russo, Faith Ford y Steve Coulter. Harbour fue la primera opción de Landon para el papel de Ernest; como le dijo a Entertainment Weekly: "Sabía que el papel era increíblemente desafiante porque no hay diálogo, por lo que tiene que hacer mucho con muy poco. Tuvimos una reunión y me dijo que estaba aterrorizado de hacerlo, lo cual me pareció genial porque muestra que se sentía vulnerable, intrigado y emocionado. Al final de nuestra reunión, creo que ambos sentimos con mucha fuerza que era un buen partido".
La fotografía principal comenzó en agosto de 2021 en Donaldsonville y Nueva Orleans. Unas semanas después de la filmación, la producción se detuvo debido a la llegada del huracán Ida a Luisiana. La producción se reanudó en octubre para terminar de filmar escenas en la ciudad de Cisjordania de Ascension Parish.